# Hyalospectra hyalinata
Hyalospectra hyalinata är en fjärilsart som beskrevs av Moore 1867. Hyalospectra hyalinata ingår i släktet Hyalospectra och familjen sikelvingar. Inga underarter finns listade i Catalogue of Life.